# Slave Makedonski
Slave Makedonski (selo Železnica, Maleševija, Pirinska Makedonija, Bugarska, 24. veljače 1931. – 2002.), pjesnik, prozaik, romansijer, dramski pisac, publicist, prevoditelj.

## Životopis
Slave Makedonski diplomirao je kazališnu režiju u Moskvi. Profesionalni je književnik, novinar i režiser. Pripada makedonskom kulturnom krugu u Bugarskoj. Zbog nemogućnosti da se u Bugarskoj izjasni kao Makedonac istupio je iz Saveza bugarskih pisaca.[nedostaje izvor] Član je Društva pisaca Makedonije (DPM) u Skopju od 1995. godine.
Živi i stvara u bugarskom gradu Elin Pelin.

## Nagrade
Dobitnik je bugarske Nacionalne nagrade za pripovijetke i dramska djela. [nedostaje izvor]

## Vanjske poveznice
- https://www.goodreads.com/author/show/14234534._
- Интервју со Славе Македонски  Arhivirana inačica izvorne stranice od 6. listopada 2007. (Wayback Machine) (бугарски)
- Слики на Славе и дел од неговите „Мемоари“